# پیتر لوبکه
پیتر لوبکه (انگلیسی: Peter Lübeke؛ زادهٔ ۲۶ نوامبر ۱۹۵۲) بازیکن فوتبال اهل آلمان است.
از باشگاه‌هایی که در آن بازی کرده‌است می‌توان به باشگاه فوتبال هرکولس، باشگاه فوتبال هامبورگ، باشگاه فوتبال اوردینگن ۰۵، باشگاه فوتبال آژاکس آمستردام، باشگاه فوتبال زاربروکن، و باشگاه فوتبال آینتراخت برانشوایگ اشاره کرد.